# Sicut dudum
Sicut dudum (slovensko: Pred kratkim) je papeška bula, ki jo je izdal Evgen IV. 13. januarja 1435. V njej obsoja in prepoveduje suženjstvo v smislu učenja svetega pisma, cerkvenih očetov in vesoljnih cerkvenih zborov. 

## Opis
Sicut dudum je bula papeža Evgena IV., ki obsoja suženjstvo, kateremu je bilo podvrženo prebivalstvo Kanarskih otokov; v njej papež zahteva osvoboditev vseh sužnjev v roku 15 dni; kdor se tega ne bo držal, bo ipso facto zapadel izobčenju, od katerega ne more dati odveze niti sam papež, če storilec ne popravi nanesene krivice. 

Besedilo bule pravzaprav sovpada z besedilom bule Creator omnium z dne 17. decembra 1434, razen nekaterih izrazov, stavkov in dodatkov. 

Bula je bila objavljena na začetku velikih sodobnih osvajanj in odkritij ter predstavlja pomembno predhodnico katoliške obsodbe zasužnjevanja domorodcev, ki so ji sledile mnoge papeške listine iz leta 1462, 1537, 1591, 1639, 1741, 1839, 1888, 1890 in 1912.

## Zgodovina
Kanarske otoke, ki so bili znani že v grško-rimskem obdobju, je ponovno odkril Genovčan Lanzerotto Maloncello  med 1310-1339. To je omogočilo postopno pokristjanjenje ozemlja, na katerem so prebivali črnci (zamorci, negroidi) in povzročilo napetosti med Španijo in Portugalsko glede lastništva nad otoki. Negotovost oblasti je omogočala iberskim razbojnikom pohode in ropanja, saj se niso ozirali na dejstvo, ali so bili domorodci kristjani ali ne. Po letu 1430, ko so otoki pripadli Španiji, sta upravnik otokov Juan de Baeza in krajevni škof Fernando de Talmonte opozorila papeža Evgena na lov na sužnje ter zahtevala posredovanje.  Papež se je strinjal z zahtevo in objavil bulo, ki jo sodobni zgodovinarji imenujejo kot Creator Omnium (z dne 17. decembra 1434) oziroma Sicut Dudum (z dne 13. januarja 1435); naslovil jo je na pristojne španske škofe.

## Vsebina
Bula nalaga takojšnjo in nepreklicno izobčenje sužnjeposestnikov, ki niso osvobodili svojih sužnjev v roku petnajstih dni, od kar so bili poučeni o vsebini listine. V najkrajši obliki (Sicut dudum), razen skrbi za svobodo vernikov in novokrščencev, ki jo spremlja obsodba suženjstva in zasužnjevalcev (diversa illicita et nefaria commiserunt), so ustrezni nagibi zoper suženjstvo dušnopastirski in cerkveni: podčrtuje, da bi pogromi »katoliških« roparjev lahko preprečili spreobrnjenja in krste poganov (ab suscipiendi Baptismatis proposito retrahentes) ter postavili v slabo luč krščansko vero (ac Christiane religionis non modicum detrimentum). Najdaljša inačica (Creator omnium) pa predpostavlja protisuženjske nagibe teološke vrste.   

## Ocena
Nekateri zgodovinarji zmanjšujejo splošnost obsodbe in menijo, da bula obsoja le zasužnjevanje krščenih domorodcev in pripravnikov na krst. Druga grožnja z izobčenjem bi dala misliti v tem smislu. Po drugi strani pa prva grožnja ne dela verske razlike med žrtvami. Tako daje jasno vedeti, da se obsodba nanaša na suženjstvo samo po sebi. Pa tudi tedaj, če bi se nanašalo varstvo le na krščence in na tiste, ki se na krst pripravljajo, bi ščitila torej kateregakoli domorodca, tudi pogana, glede na dejstvo, da bi se tudi on mogel pripravljati na krst. 